# Dannes Coronel
Dannes Arcenio Coronel Campoverde (Naranjal, 24 maggio 1973 – Naranjal, 7 luglio 2020) è stato un calciatore ecuadoriano, di ruolo difensore. Ha giocato per la nazionale di calcio ecuadoriana per 8 anni, totalizzando 27 presenze.

## Caratteristiche tecniche
Giocatore rapido, era efficace in marcatura e capace di buone azioni offensive.

## Carriera

### Club
Ha giocato per i primi anni della sua carriera nell'Emelec di Guayaquil, vincendo due titoli nazionali; dopo tre stagioni all'El Nacional di Quito, è passato al Deportivo Cuenca. Nel 2005 ha chiuso la carriera al Macará.

### Nazionale
Dal 1992 al 2000 ha fatto parte della nazionale di calcio ecuadoriana, giocandovi ventisette partite, e partecipando a tre edizioni della Copa América.

## Palmarès

### Club

#### Competizioni nazionali
- Campionato ecuadoriano: 2

Emelec: 1993, 1994